# Trichoplexia exornata
Trichoplexia exornata là một loài bướm đêm trong họ Noctuidae.